# Escuela de Artes y Artesanías Dr. Pedro Figari

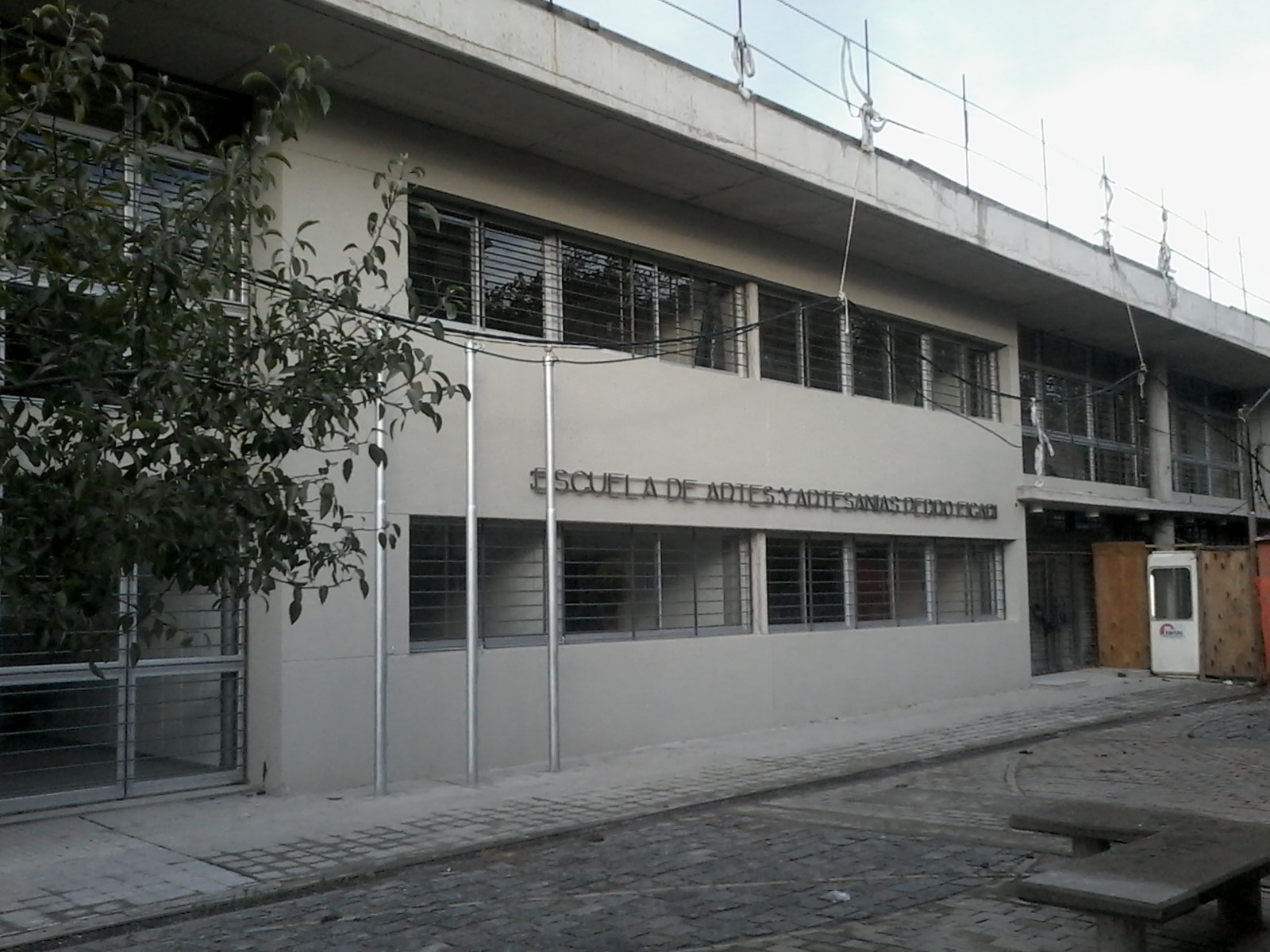
Escuela de Artes y Artesanías Dr. Pedro Figari

La Escuela de Artes y Artesanías Dr. Pedro Figari es un centro educativo público perteneciente a la Universidad del Trabajo del Uruguay. Se edificio principal se encuentra ubicado en el barrio de Palermo de Montevideo.

## Historia
Su nombre se debe a la figura de Pedro Figari Solari, quien fue designado director interino de la Escuela de Artes y Oficios en 1915 y que promoviera los Talleres de Arte que se desarrollaban desde 1890 y donde, entre otros, el escultor José Belloni desarrollaba su labor docente. Durante su interinato, Figari implementó una serie de reformas inspiradas en su tratado estético de 1912.
Entre los referentes históricos en el área docente se encuentra Federico Lanau (quien enseñó cerámica en 1923), Domingo Bazurro, Antonio Pena y Carmelo de Arzadum, quienes dirigieron cursos de Dibujo.

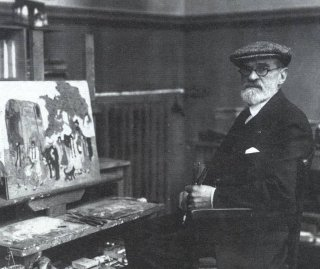
Dr. Pedro Figari

En 1943 la escuela funcionó como Escuela de Artes Plásticas en la Avenida Agraciada 2125, barrio Paso Molino, con referentes docentes como Manuel Rosé, Guillermo Rodríguez y Edmundo Pratti.
En los años 50 la escuela se instala en el predio actual en el barrio Palermo, primero en la calle Durazno 1577, trasladándose en 2014 a otro sector del predio y cambiando su ingreso a la Peatonal Ansina.
En 2011 la escuela adquiere el predio que hoy es el Anexo y que desde 2008 funcionaba como el Centro Experimental de Formación y Desarrollo Artesanal y Cultural de Montevideo, centro que formaba parte del Programa de Fortalecimiento de las Artes, Artesanías y Oficios (PAOF).